# Fludarabine
La fludarabine (ou 9β-D-arabinofuranosyl-2-fluoroadénine) est un médicament anticancéreux utilisé dans le traitement de la leucémie lymphoïde chronique. 
C'est un analogue de la purine administré par voie intraveineuse, ou orale.

## Historique
Dans les années 1960 l'équipe dirigée par Bernard Randall Baker à Stanford synthétise la vidarabine. Suivant la découverte du 5-fluorouracile en 1957 John Montgomery et Kathleen Hewson du Southern Research Institute synthétise la 2-fluoroadénosine (fludarabine).

## Indications
Elle est utilisée, en France, dans le traitement de la leucémie lymphoïde chronique (LLC) à cellules B,.

## Nomenclature
La fludarabine est utilisée en tant que principe actif sous sa forme phosphorylée, le phosphate de fludarabine,. La forme non phosphorylée existe également pour d'autres usages.